# Zakerana murthii
Espèce
Synonymes
- Rana murthii Pillai, 1979
- Fejervarya murthii (Pillai, 1979)

Statut de conservation UICN

 CR B1ab(iii) : 
En danger critique
Zakerana murthii est une espèce d'amphibiens de la famille des Dicroglossidae.

## Répartition
Cette espèce est endémique du Sud des Ghâts occidentaux en Inde. Elle se rencontre au Karnataka et au Tamil Nadu à environ 2 200 m d'altitude.

## Étymologie
Cette espèce est nommée en l'honneur de T. S. N. Murthy (1936–).

## Publication originale
- Pillai, 1979 : A new species of Rana (family Ranidae) from Western Ghats. Bulletin of the Zoological Survey of India, vol. 2, p. 39-42.